# Krsta Dragomirović
Dr Krsta Dragomirović (Požarevac, 24. septembar 1874 - Čačak, 31. oktobar 1928) bio je srpski vojni lekar, hirurg, sanitetski pukovnik, učesnik Balkanskih ratova i Prvog svetskog rata.

## Biografija
Krsta Dragomirović rođen je u Požarevcu 24. septembra 1874. godine. Po završetku gimnazije dobio je vojnu stipendiju i otišao u Grac, na studije medicine. Nakon povratka u zemlju odlazi na odsluženje vojnog roka. Po završetku vojnog roka stupa u vojnu službu 18. juna 1901. godine i dobija čin sanitetskog poručnika. Nedugo zatim 26. juna 1901. godine započinje lekarsku službu, a prvo radno mesto dobio je u bolnici Timočke stalne vojne bolnice u Zaječaru. Za trupnog lekara Beogradskog garnizona postavljen je 13. avgusta 1902. godine. Pored redovne službe, 20. oktobra 1902. godine postavljen je za nastavnika higijene u Pešadijskoj podoficirskoj školi. Vojna služba ga šalje u Čačak 28. oktobra 1903. godine, gde ga postavlja za vršioca dužnosti upravnika Čačanske privremene vojne bolnice kao i trupnog lekara Čačanskog garnizona. U čin kapetana II klase unapređen je 29.juna 1904. godine. Nakon tri godine, tačnije 29. jun 1907. godine unapređen je u čin kapetana I klase. Prevashodno interesovanje dr Dragomirovića bila je hirurgija koju je, upućen od strane srpske vlade, specijalizirao u Berlinu u period od 1907. do 1909. godine.
Po povratku iz Berlina tri meseca je radio u Stalnoj vojnoj bolnici u Kragujevcu, a zatim se vratio u Čačak gde je 31. decembra 1909. godine postavljen za lekara X Takovskog pešadijskog puka i upravnika Čačanske privremene vojne bolnice.
Petar I Karađorđević, a na predlog Ministra vojske Iliju Gojkovića unapređuje Krstu Dragomirovića 29. juna 1910. godine u čin majora.
O njegovom medinicnskom umeću govori i podatak da je među prvim hirurzima u Srbiji, već u prvoj deceniji 20. veka primenjivao lumbalnu anesteziju. Sačuvan je Dragomirovićev rad „Lumbalna anestezija sa prikazom sopstvenih aparata i modifikacija“ koji je predstavio na srtučnom skupu 1911. godine. U ovom radu dr Dragomirović govori o prednostima i manama ove vrste anestezije, koju je, kako navodi u referatu, primenio prilikom 216 operacija u Čačku i više od 50 puta ranije, u Gracu. U Čačku je radi sve do početka balkanskih ratova.

## Balkanski ratovi
U Balkanske ratove otišao je sa činom majora. U Prvom balkanskom ratu 1912. godine bio je komandir bolničke čete Timočke divizije I poziva. Vodio je bolnicu i previjalište kod Jedrana. U Drugom balkanskom ratu 1913. godine sa svojom divizijom vodio je bolnicu u Pirotu. Sa fronta se vratio kao potpukovnik.

## Prvi svetski rat
Početkom Prvog svetskog rata dr Dragomirović je obavljao dužnost upravnika Stalne vojne bolnice u Kragujevcu. Potom je dobio premeštaj na mesto komandanta bolničke čete Šumadijske divizije I poziva. Unapređen je u čin pukovnika oktobra 1915. godine i postavljen je za upravnika rezervne vojne bolnice u Čačku. U jesen 1915. godine, za vreme neprijateljske ofanzive i povlačenja srpske vojske, po naređenju Vrhovne komande ostao je u Čačku sa teškim ranjenicima i bolesnicima, koje nije bilo moguće evakuisati iz bolnice. Zarobljen je zajedno sa teškim ranjenicima. Tokom okupacije i sam je oboleo, a iz zarobljeništva je razmenjen preko švajcarskog Crvenog krsta 1918. godine.

## Život i rad
Iako je tokom Prvog svetksog rata u Srbiji ostao po nalogu, posle rata je zbog toga imao mnogo problema, pa je napustio vojnu službu 30. septembra 1920. godine kada je i penzionisan.
U period od 1921. do 1923. godine Krsta Dragomirović radio je kao hirurg, a ujedno je bio i načelnika hirurškog odeljenja Okružne bolnice u Kragujevcu. Kao pukovnik u penziji, on se sa porodicom ponovo otselio u Čačak. Iskusan hirurg, dr Krsta Dragomirović izvesno vreme vodio je hirurško odeljenje Čačanske bolnice, a onda je definitivno prešao u privatnu lekarsku praksu. Sa dr Venceslavom Stejskalom i još nekoliko kolega, u Stejskalovoj kući u Ulici kneginje Ljubice u Čačku (danas ulica Đoke Popovića) krajem juna 1924. godine osnovao je „Medikohirurški sanatorijum Ovčar“, sa dve hirurške sale i prvim rendgen aparatom u gradu.

## Predsednik Sokolskog društva u Čačku
Na prvoj skupštini Sokolskog društva „Tanasko Rajić“, osnovanog 1910. godine dr Krsta Dragomirović je izabran za predsednika, a advokat Kordič za potpredsednika. Na istoj skupštini je odlučeno da se u Čačku izgradi Sokolski dom. Među uglednim građanima koji su vodili posao nalazio se i dr Krsta Dragomirović, koji je tokom Balkanskih ratova, među vojnicima i oficirima Šumadijske divizije inicirao prikupljanje pomoći za podizanje Doma. Zahvaljujući njemu u ovoj diviziji je prikupljeno 4000 dinara. Sokolski dom u Čačku izgrađen je 1914. godine i bio je prvi Sokolsko dom u Srbiji. Za vreme Prvog svetskog rata Sokolski dom bio je pretvoren u bolnicu.
Dr Krsta Dragomirović je kasnije, 1924. godine, još jednom, ali kratko vreme, bio predsednik Sokolskog društva.

## Porodica
U Čačku je upoznao svoju buduću suprugu Milicu (1882), stariju kćerku legendarnog vojvode Stepe Stepanovića. Oženio se sredinom 1902. godine. Iz tog braka rodila su im se deca, sin Pribislav (ukućani su ga zvali Bisko) i kćerke Mileva (1905), Ružica (13. februar 1912.) i Saveta. O njima se zna da je Pribislav, takođe lekar - hirurg, preminuo veoma mlad od posledica infekcije nakon povrede iglom tokom jedne intervencije. Mileva je početkom devedesetih godina nastradala u požaru koji je zahvatio stan u kome je živela, kojom prilikom je izgorela bogata dokumentacija o dedi Stepi Stepanoviću i ocu dr Krsti Dragomiroviću, koju je decenijama marljivo sakupljala i čuvala.
Milica i dr Krsta, podigli su 1924. godine palatu Dragomirović, jedno od retkih starih zdanja Čačka koje je sačuvano do današnjih dana.
Dr Kosta Dragomirović, bio je lični lekar vojvode Stepe Stepanovića.
Krsta Dragomirović preminuo je od infarkta 31. oktobra 1928. godine u 54 godini života. Sahranjen je na Čačanskom groblju u okviru porodične grobnice Velisava Milovanovića, „sreskog načelnika u penziji“, tasta vojvode Stepe, odnosno dede po majci Milice Dragomirović.
Bio je aktivni član Srpsko lekarskog društva, kao i aktivni član Sokolskog pokreta.

## Odlikovanja
- Krst milosrđa
- Kraljevski orden Svetog Save V reda
- Kraljevski orden Svetog Save IV reda
- Kraljevski orden Belog orla V reda
- Spomenica na rat 1912
- Spomenica na rat 1913
- Spomenica za rat oslobođenja i ujedinjenja 1914-1918

## Pomoćna literatura
- Emilija Višnjić, Čija je ovo kuća, Čačanski glas, broj 31, 9. avgust 2013. godine, strana 10-11
- Miloš Timotijević, “Sokoli Čačka 1910-1941”, Narodni muzej Čačak, 2006. godina